# Trattato internazionale sulle risorse fitogenetiche per l'alimentazione e l'agricoltura
Il trattato internazionale sulle risorse fitogenetiche per l'alimentazione e l'agricoltura (International Treaty on Plant Genetic Resources for Food and Agriculture ITPGRFA), comunemente conosciuto come "trattato internazionale" o "trattato internazionale sui semi", è un accordo internazionale multilaterale che mira a garantire la sicurezza alimentare attraverso la conservazione, lo scambio e l'uso sostenibile delle risorse fitogenetiche mondiali per l'alimentazione e l'agricoltura, così come pure l'equa condivisione dei benefici che possa nascere dal suo uso, in accordo con la Convenzione sulla diversità biologica.

## Storia e obiettivi
Il trattato riconosce i diritti degli agricoltori ad: 
- un libero accesso alle risorse genetiche, non ristrette da diritti di proprietà intellettuale,
- essere coinvolti in discussioni politiche di rilevanza e nella presa delle decisioni,
- usare, salvare, vendere e scambiare semi, soggetti a leggi nazionali.

Il trattato fu creato per fornire un sistema multilaterale di accesso alle risorse fitogenetiche e per garantire uno scambio equo dei benefici derivanti dal loro uso. Il trattato ha sviluppato una lista di 64 dei più importanti alimenti e foraggi vegetali, essenziali per la sicurezza e l'interdipendenza alimentare, per i quali si applicano le regole del trattato. 

Il trattato prevede, come uno dei suoi meccanismi fondanti, la condivisione dei vantaggi di utilizzare risorse fitogenetiche attraverso lo scambio di informazioni, l'accesso e il trasferimento delle tecnologie specifiche per il loro utilizzo, e la creazione di specifiche competenze.
La valorizzazione e la salvaguardia del sapere indigeno, che spesso rappresenta una fonte essenziale per la conoscenza della biodiversità e del suo utilizzo sostenibile, sono anche elementi fondanti del trattato.

Secondo le regole del trattato, qualora venisse sviluppato un prodotto commerciale utilizzando le risorse genetiche appartenenti alle 64 specie dell'accordo, si dovrà provvedere al pagamento di una percentuale al proprietario di quella risorsa al fine di garantire una condivisione equa del guadagno economico.
Il trattato fu sviluppato dalla Commissione per le risorse genetiche per il cibo e l'agricoltura (CGRFA) della FAO che, per un periodo iniziale ne ha costituito il suo corpo direttivo interinale. Ora il trattato il suo proprio Segretariato, ospitato presso la FAO dell'ONU, ed ha un suo organismo decisionale chiamato Governing Body.
Il Governing Body si riunì per la prima volta a Madrid nel giugno 2006  Archiviato il 25 febbraio 2008 in Internet Archive..

Il secondo incontro avvenne a Roma nell'Ottobre/novembre 2007  Archiviato il 14 marzo 2008 in Internet Archive.. Il meeting discusse l'attuazione dei diritti dei contadini, le regole finanziarie e la strategia di fondo. Il trattato ha anche una relazione particolare con il Fondo mondiale per la diversità delle colture la cui missione è quella di assicurare la conservazione e la disponibilità della diversità dei raccolti per la sicurezza mondiale.

Alcuni credono che il trattato possa essere un esempio di governance globale responsabile per assicurare che le risorse genetiche delle specie vegetali, essenziali per la vita umana sia nel presente che nel futuro, risulti accessibile a tutti secondo regole eque. Guarda per esempio.
 . Altri sono più scettici sulla sua utilità .

### Il negoziato
Il trattato fu negoziato per ben sette anni. Un primo accordo volontario, il UI o International Undertaking on Plant Genetic Resources for Food and Agriculture (impegno internazionale sulle risorse fitogenetiche per l'alimentazione e l'agricoltura), fu adottato nel 1983. L'UI si basava sull'assunto che le risorse genetiche fossero patrimonio comune dell'umanità.
 
Con l'entrata in vigore della Convenzione sulla diversità biologica, nel 1993, la giurisdizione delle risorse genetiche è diventata soggetta alla sovranità dei governi nazionali che le possiedono.
La Convenzione sulla diversità biologica riconobbe la natura speciale e distintiva delle risorse agrogenetiche: 
- sono internazionali,
- attraversano nazioni e continenti,
- la loro conservazione e il loro uso sostenibile richiedono soluzioni distintive, e
- sono importanti per la sicurezza alimentare globale.

In seguito la IU è stata rinegoziata per armonizzarsi con la Convenzione sulla diversità biologica, e fu istituita come trattato internazionale. 

Il trattato fu approvato durante la Conferenza FAO (trentunesima risoluzione) il 3 novembre 2001, con 116 voti e 2 astensioni (USA e Giappone). 
In accordo con il suo articolo 25, fu ammessa la firma fino al 4 novembre 2002 a tutti i membri della FAO o ad ogni stato dell'ONU o dell'Agenzia internazionale per l'energia atomica. Il trattato fu quindi ratificato, accettato ed approvato da tutti i membri.
Il trattato è entrato in vigore il novantesimo giorno dopo il deposito del quarantesimo documento di ratifica, di accettazione, di approvazione o di adesione, a condizione che almeno venti documenti di ratifica, di accettazione, di approvazione o di adesione sono stati depositati da membri della FAO.

Una volta raggiunto il numero di membri per permettere al trattato di "partire" entro il 31 marzo 2004, nella cui data gli strumenti di ratifica dei primi 13 membri furono presentati al direttore generale della FAO, il trattato entrò in vigore il 29 giugno 2004.
L'amministrazione ad interim da parte della Commissione per le risorse genetiche per il cibo e l'agricoltura prese alcune decisioni iniziali quali, per esempio, sulla conformità, il Material Transfer Agreement, i Financial arrangements e così via.

### Discussione
Un utilizzo intelligente delle risorse fitogenetiche è essenziale per sviluppare una agricoltura sostenibile e per la sicurezza alimentare globale. La FAO stima che per cibarsi gli esseri umani abbiano usato circa 10000 specie. Ad oggi solo circa 120 specie coltivate soddisfano il 90% del fabbisogno alimentare umano. Di queste, quattro (mais, grano, riso, patate) forniscono da sole circa il 60% delle calorie nella popolazione mondiale. 
Della miriade di varietà sviluppate dai contadini nei millenni, che formano una parte importante della biodiversità, più del 75% è stata persa negli ultimi 100 anni.
Alcuni temono che interessi aziendali e finanziari, che sono stati alla base della forte riduzione di un uso diversificato delle risorse genetiche, potrebbero continuare a rendere sempre più difficile salvaguardare la diversità della vita da cui dipende il benessere umano nel lungo periodo. La promozione della sicurezza alimentare, la salvaguardia della biodiversità, un'agricoltura sostenibile, ricca e sotto il controllo delle comunità locali, e la realizzazione di diritti degli agricoltori sono invece elementi essenziali per una crescita sostenibile.
Esistono alcune critiche su alcuni problemi centrali, irrisolti o ancora aperti all'interpretazione. Esattamente sono:
- fino a che punto sia consentito ai TRIPS di utilizzare le risorse genetiche all'interno del trattato internazionale, all'interno delle regole. Alcuni sostengono che un accordo mirante all open access delle risorse genetiche per l'alimentazione e l'agricoltura non dovrebbero permettere regole restrittive dei diritti di proprietà.
- fino a che punto sia consentito agli agricoltori e alle comunità locali di utilizzare, scambiare, vendere e seminare liberamente i semi, e quali procedure saranno utilizzate dai governi nazionali al fine di garantire che i principi degli agricoltori siano rispettati.
- come possono essere condivisi i benefici derivanti dall'uso del materiale genetico coperto dagli accordi multilaterali, in termini di importazione, forma e condizioni.

Il trattato al momento è attivo esclusivamente per le 64 specie identificate dal negoziato. Mentre l'intera famiglia vegetale Brassica (crucifera) con incluse tutte le sue sottospecie e varianti comprende in realtà un numero molto limitato di colture alimentari e foraggi tra quelli inclusi nel trattato, la soia, la canna da zucchero e l'olio di palma e le arachidi, sono tra le più importanti colture mancanti dalla lista dell'accordo multilaterale.

## Paesi membri
Partecipano 116 parti al trattato (115 nazioni e l'Unione Europea).

Firmatari: Afghanistan, Algeria, Angola, Arabia Saudita, Armenia, Australia, Austria, Bangladesh, Belgio, Benin, Bhutan, Birmania, Brasile, Bulgaria, Burkina Faso, Burundi, Cambogia, Camerun, Canada, Ciad, Cipro, Comunità Economica Europea, Corea del Nord, Costa d'Avorio, Costa Rica, Cuba, Danimarca, Ecuador, Egitto, El Salvador, Emirati Arabi Uniti, Eritrea, Estonia, Etiopia, Filippine, Finlandia, Francia, Gabon, Germania, Ghana, Gibuti, Grecia, Guatemala, Guinea, Guinea-Bissau, Honduras, India, Indonesia, Iran, Irlanda, Islanda, Isole Cook, Italia, Kenya, Kiribati, Kuwait, Laos, Lesotho, Lettonia, Libano, Liberia, Libia, Lituania, Lussemburgo, Madagascar, Malawi, Maldive, Malaysia, Mali, Marocco, Mauritania, Mauritius, Namibia, Nicaragua, Niger, Norvegia, Oman, Paesi Bassi, Pakistan, Panama, Paraguay, Perù,  Polonia, Portogallo, Regno Unito, Repubblica Ceca, Repubblica Centrafricana, Repubblica del Congo, Repubblica Democratica del Congo, Romania, Samoa, Saint Lucia, São Tomé e Príncipe, Senegal, Seychelles, Sierra Leone, Siria, Slovenia, Spagna, Sudan, Svezia, Svizzera, Tanzania, Togo, Trinidad e Tobago, Tunisia, Turchia, Uganda, Ungheria, Uruguay, Venezuela, Yemen, Zambia e Zimbabwe (Totali 116).
Hanno successivamente firmato il trattato: Argentina, Capo Verde, Cile, Colombia, Haiti, Isole Marshall, Macedonia, Malta, Nigeria, Repubblica Dominicana, Serbia e Montenegro, Stati Uniti d'America, Swaziland, e Thailandia (Totali 14).
Altri membri che sono membri della Commissione FAO sulle risorse genetiche per il cibo e l'agricoltura ma, non hanno firmato o non sono parte del trattato internazionale sui semi: Albania, Antigua e Barbuda, Azerbaigian, Bahamas, Barbados, Belize, Bolivia, Bosnia ed Erzegovina, Botswana, Cina, Comore, Corea del Sud, Croazia, Dominica, Figi, Gambia, Georgia, Giappone, Grenada, Guinea Equatoriale, Guyana, Iraq, Isole Salomone, Israele, Kazakistan,  Messico, Mongolia, Mozambico, Nepal, Nuova Zelanda, Papua Nuova Guinea, Qatar, Ruanda, Saint Kitts e Nevis, Saint Vincent e Grenadine, San Marino, Seychelles, Slovacchia, Sri Lanka, Sudafrica, Suriname, Tonga, Ucraina, Vanuatu e Vietnam (Totali 45).